# Comuna Nastașîne, Halîci
Nastașîne (în ucraineană Насташине) este o comună în raionul Halîci, regiunea Ivano-Frankivsk, Ucraina, formată din satele Kunîci și Nastașîne (reședința).

## Demografie
Componența lingvistică a comunei Nastașîne
     Ucraineană (99,91%)
     Alte limbi (0,09%)
Conform recensământului din 2001, majoritatea populației comunei Nastașîne era vorbitoare de ucraineană (99,91%), existând în minoritate și vorbitori de alte limbi.